# Ajn al-Bajda (Aleppo)
Ajn al-Bajda (arab. عين البيضا) – miejscowość w Syrii, w muhafazie Aleppo. W 2004 roku liczyła 1111 mieszkańców.